# Fuchsův statek
Fuchsův statek je hospodářský dvůr Praze 6-Lysolajích v ulici Starodvorská v historické části obce. Je chráněn jako nemovitá kulturní památka České republiky.

## Historie
První zmínka o dvoře je v Berní rule z roku 1654, ve které je nazýván Rodenovský. Patřil kancléři knížete Lichtenštejna rytíři Jakubu Rodenovi z Hyrcenova, který dvůr o rozloze 114 strychů koupil jako zpustlý po skončení třicetileté války. Roden zemřel bez potomků a dvůr se stále pustými poli, vinicí a stavbami přešel na vrchnost, která jej postoupila Jakubovu bratru Ondřejovi. Ondřej roku 1679 prodal usedlost přísedícímu u nejvyššího purkrabského soudu Janu Kašparu Proyovi z Kaiselbergu a Findensteinu, majiteli Brandejsova statku. Dvůr obnovil až zemský prokurátor a novoměstský měšťan Michal Lhoták ze Lhoty, který jej ještě před rokem 1681 vyměnil s Ludmilou Lažanskou za dvůr v Bohnicích.
Další vlastník, měšťan Jiří Josef Birl, roku 1718 dvůr radikálně přestavěl na venkovské sídlo s letohrádkem; v jeho majetku byl do roku 1746.
Po Birlovi se majitelé rychle střídali a kolem poloviny 18. století je vinice vedena jako pustá. Od roku 1809 ji koupil Matěj Fuchs a jeho potomci zde hospodařili až do poloviny 19. století. Roku 1843 ke dvoru patřilo 26 jiter pozemků.

## Popis
Podle popisu z roku 1725 byla usedlost ohrazena novou zdí. V horní části byla vstupní brána a od ní vlevo i vpravo se rozkládaly dvě okrasné zahrady s buxusy a tisy, ve kterých byly rozmístěny čtyři kamenné sochy. Po obvodu dvora stály hospodářské budovy - stodola, u ní vinný lis, ratejna s klenutou kuchyní a komorou, náplavka pro plavení koní, za ratejnou studna a stáje a vzadu kuchyňská zahrada se švestkami, třešněmi a meruňkami. V nově opraveném obytném patrovém domě s valbovou střechou se nacházela kaple.